# Villa Krämerstein
Die Villa Krämerstein ist ein Kulturgut in Kastanienbaum bei Horw am Ufer des Vierwaldstättersees. Am Ufer befindet sich eine Schiffanlegestelle.

## Geschichte
Die Villa wurde 1786 vom Florettseidenunternehmer Balthasar Falcini in klassizistischem Stil erbaut. Sie diente als Herrensitz reicher Stadtluzerner. 1906 erwarb der Kaufmann und brasilianische Honorarkonsul Carlos Keller die Villa errichtete eine Gartenanlage. 1980 vermachte sein Sohn Philipp Keller die Liegenschaft dem Verkehrshaus der Schweiz. 1982 erwarb die Gemeinde Horw die Liegenschaft; mit dem Erlös wurde die Halle zur Schifffahrt im Verkehrshaus errichtet. Von 1984 bis 2005 führte das MAZ – Die Schweizer Journalistenschule (heute: MAZ – Institut für Journalismus und Kommunikation) sein Ausbildungszentrum in der Villa. 1988 diente der Park der Villa als Ausstellungsgelände. 1990 wurde die Stiftung «Haus am See» für schulische, künstlerische, kulturelle und soziale Zwecke gegründet. Von 2006 bis 2016 war die International School of Zug and Luzern in der Villa eingemietet. Derzeit wird sie als Schulhaus zwischengenutzt.